# Дрю Годдард
Ендрю Бріон Хоган Годдард (англ. Andrew Brion Hogan Goddard; нар. 26 лютого 1975) — американський кіносценарист, кінорежисер і кінопродюсер. Розпочав свою кар'єру як сценарист у таких телесеріалах, як «Баффі — переможниця вампірів», «Псевдонім» та «Загублені». Він також створив супергеройський телесеріал Netflix «Шибайголова».
Як режисер дебютував у фільмі жахів «Хижа у лісі» (2012). У 2018 році став режисером, сценаристом і продюсером трилера у жанрі нео-нуар «Погані часи у «Ель Роялі»».
Також Годдард написав сценарій до науково-фантастичних фільмів «Монстро» (2008) та «Всесвітня війна Z» (2013). За науково-фантастичний фільм «Марсіянин» (2015) він отримав Національну премію за найкращий адаптований сценарій та номінацію на Оскар за найкращий адаптований сценарій.

## Фільмографія

### Фільми
| Рік  | Назва                     | Режисер | Сценарист | Продюсер   | Примітки                                              |
| ---- | ------------------------- | ------- | --------- | ---------- | ----------------------------------------------------- |
| 2008 | Монстро                   | Ні      | Так       | Ні         |                                                       |
| 2012 | Хижа у лісі               | Так     | Так       | Ні         | Режисерський дебют                                    |
| 2013 | Всесвітня війна Z         | Ні      | Так       | Ні         |                                                       |
| 2015 | Марсіянин                 | Ні      | Так       | виконавчий | Номінований — Оскар за найкращий адаптований сценарій |
| 2016 | Вулиця Монстро, 10        | Ні      | Ні        | виконавчий |                                                       |
| 2018 | Парадокс Кловерфілда      | Ні      | Ні        | виконавчий |                                                       |
| 2018 | Дедпул 2                  | Ні      | Частково  | Ні         | Консультант зі сценарію                               |
| 2018 | Погані часи у «Ель Роялі» | Так     | Так       | Так        |                                                       |
| 2026 | Проєкт «Аве Марія»        | Ні      | Так       | Ні         | За мотивами роману Енді Вейра                         |
| TBA  | Nevermoor                 | Ні      | Так       | Так        | За мотивами роману Джессіки Таунсенд                  |
| TBA  | Гнів розбитої землі       | Ні      | Так       | Ні         | За мотивами роману С. Крейга Захлера                  |

### Телебачення
| Рік       | Назва                        | Режисер | Сценарист | Продюсер   | Примітки |
| --------- | ---------------------------- | ------- | --------- | ---------- | --- |
| 2002–2003 | Баффі — переможниця вампірів | Ні      | Так       | Ні         | 5 епізодів - 7.05 — «Безкорисливий» - 7.07 — «Розмови з мертвими людьми» (з Джейн Еспенсон, Джосс Відон і Марті Ноксон) - 7.09 — «Ніколи не залишай мене» - 7.17 — «Брехня, про яку мені сказали батьки» (з Девідом Ф'юрі) - 7.18 — «Брудні дівчата» |
| 2003–2004 | Ангел                        | Ні      | Так       | Ні         | 5 епізодів - 5.07 — «Родовід» - 5.11 — «Пошкодження» (зі Стівеном С. ДеНайтом) - 5.13 — «Чому ми б'ємось» (з ДеНайтом) - 5.18 — «Походження» - 5.20 — «Дівчина, про яку йдеться» (з ДеНайтом) |
| 2005–2006 | Псевдонім                    | Ні      | Так       | Так        | 5 епізодів - 4.05 — «Ласкаво просимо до села Свободи» - 4.13 — «Вівторок» (з Бріном Фрейзером) - 5.04 — «Пересмішник» - 5.12 — «Є тільки один Сідней Брістоу» (100-й епізод) - 5.17 — «Весь час у світі» (з Джеффом Пінкнером) (фінал серіалу) |
| 2005–2008 | Загублені                    | Ні      | Так       | Так        | Також контролюючий виробник; 9 епізодів - 1.16 — «Поза законом» - 3.02 — «Скляна балерина» (з Джеффом Пінкнером) - 3.08 — «Спалахи перед очима» (з Деймоном Лінделофом) - 3.13 — «Людина з Таллахассі» (з Пінкнером) - 3.16 — «Один з нас» (з Карлтоном Кьюзом) - 3.20 — «Людина за завісою» (з Елізабет Сарнофф) - 4 .02 — «Підтверджений мертвий» (з Браяном К. Воном) - 4.06 — «Інша жінка» (з Крістіною М. Кім) - 4.09 — «Форма майбутнього» (з Воном) |
| 2015–2018 | Шибайголова                  | Ні      | Так       | виконавчий | Керівник проєкту; 2 епізоди - 1.01 — «У кільце» - 1.02 — «Порізана людина» |
| 2016–2020 | У кращому світі              | Так     | Ні        | виконавчий | 4 епізоди - 1.01 — «Все добре» - 2.03 — «Танцювальна постановка танцю» - 4.01 — «Дівчина з Арізони (частина 1)» - 4.02 — «Дівчина з Арізони (Частина 2)» |
| 2017      | Захисники                    | Ні      | Так       | виконавчий | 1 епізод - 1.06 — «Попіл, попіл» |